# Divisa (militar)
La divisa, o insígnia de grau, és el tipus concret d'insígnia que indica gràficament el grau militar del portador. En aquest sentit concret, el terme català divisa equival a l'anglès rank insignia o rank badge; a l'espanyol divisa o insignia; al francès insigne de grade; a l'italià insegna di grado; al portuguès distintiu (de grau) per a l'oficialitat i divisa per a sots oficialitat i tropa; al romanès însemn (de grad); etc., etc.
El terme divisa també pot aplicar-se a l'equivalent dels cossos policials.
La designació d'aquest concepte vacil·la entre divisa i insígnia. Però insígnia és terme més ampli, i també més imprecís. D'una banda, designa globalment els tres grans tipus de simbolització gràfica militar: de grau (divises); de cos, arma o unitat (emblemes); i de funció o especialitat. D'altra banda, els símbols d'especialització sempre es designen com a insígnies, o, si un cas, com a distintius (per exemple, "insígnia de tirador d'elit"). El terme divisa és més unívoc.
Col·loquialment es tendeix a anomenar "galó" qualsevol tipus de divisa, quan el galó és un tipus concret de disseny de la divisa (per norma general, s'anomena galó la divisa en forma de xebró o de barra).
Les divises són part integrant de l'uniforme militar. Són establertes per reglament uniformològic (o algun altre tipus de disposició oficial), en què se n'indica minuciosament el grau que representa cadascuna, el disseny concret (colors inclosos), les dimensions, les normes de col·locació, etc.

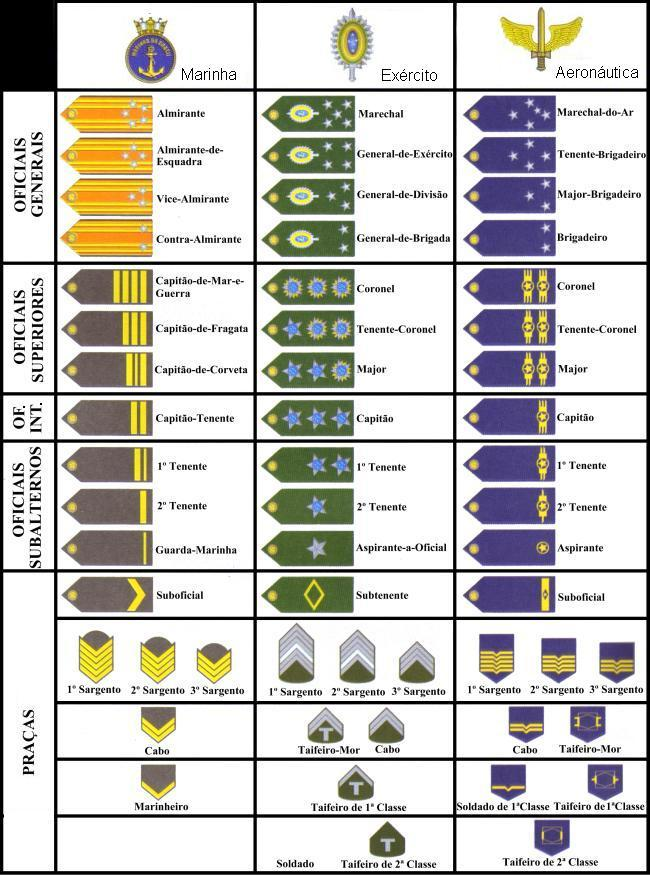
Taula de divises de les Forces Armades Brasileres

El disseny de les divises pot variar molt segons el grau, així com d'exèrcit en exèrcit: angles (galons en angle o en xebró), galons en barra, estels, fulles de llaurer, corones, rombes...
Les divises es duen fixades sobre l'uniforme. Els punts de col·locació més usuals són els següents:
- la lligadura (gorra de plat, gorra, casquet de caserna, boina, barret, etc.)
- el coll o la solapa de la peça superior (capot, guerrera, caçadora o camisa), sigui directament o bé formant part d'una aplicació de coll;
- les muscleres, tot i que des de la dècada de 1960 cada cop és més habitual no col·locar-les directament a la musclera, sinó en una funda de roba (funda de musclera o manegot), del color de l'uniforme o més fosca, que es passa per la musclera i hi queda fixada en botonar aquesta. El mateix paper que la musclera el fa la pala a les armades, així com en alguns exèrcits que n'usen amb preferència a la musclera;
- la part superior de la màniga;
- el puny;
- el pit, generalment sobre una aplicació pectoral (que avui dia tendeix a ésser adhesiva).

Una combinació força usual avui en molts exèrcits és la següent, quant a l'uniforme de passeig i de gala:
- generals, oficials superiors i oficials subalterns: a la lligadura, a les muscleres i a la bocamàniga;
- sotsficials i tropa: a la lligadura, a les muscleres i a la part superior de la màniga.

Sistemes d'aquest tipus havien estat els habituals per a tot ús. Avui dia, però, en diari i campanya generalment es duen les divises a les muscleres (en manegots) i al pit (en aplicacions pectorals).
Les divises sorgiren durant les guerres de la Revolució i napoleòniques, en estabilitzar-se el sistema de graus militars en forma similar a l'actual. Originàriament es duien sobre les xarreteres, fins que l'ús d'aquestes anà essent descartat el darrer quart del segle xix.